# Nicola Canali
Nicola Canali, italijanski rimskokatoliški duhovnik in kardinal, * 6. junij 1874, Rieti, † 3. avgust 1961.

## Življenjepis
31. marca 1900 je prejel duhovniško posvečenje.
21. marca 1908 je postal državni uradnik v Rimski kuriji, 24. septembra 1914 tajnik Kongregacije za ceremonije in 27. junija 1926 uradnik Svete pisarne.
16. decembra 1935 je bil povzdignjen v kardinala in imenovan za kardinal-diakona S. Nicola in Carcere.
20. marca 1939 je postal predsednik Vatikanske mestne države in 15. oktobra 1941 pa višji sodnik Apostolske penitenciarije.